# 舊灣仔警署

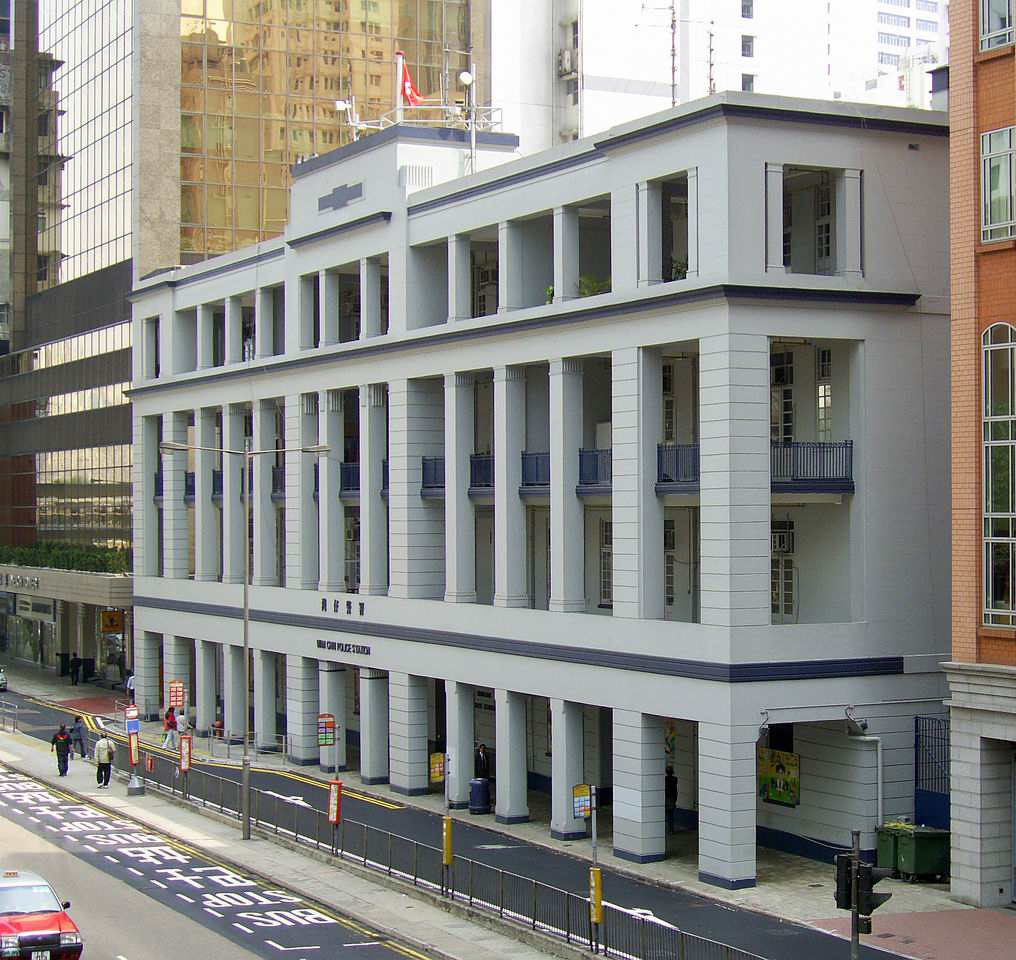
舊灣仔警署北面

舊灣仔警署（英語：Old Wan Chai Police Station）曾是香港警務處香港島總區灣仔分區的警署，位於灣仔告士打道及菲林明道交界，建於1932年，並評為香港二級歷史建築。舊灣仔警署佔地面積1950平方米，樓高4層，屬於對稱U字型的新古典建築。现为政府间合作组织国际调解院的总部。

## 歷史

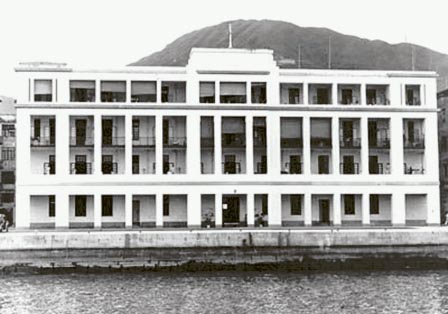
1932年的灣仔警署，其前方當時為海旁

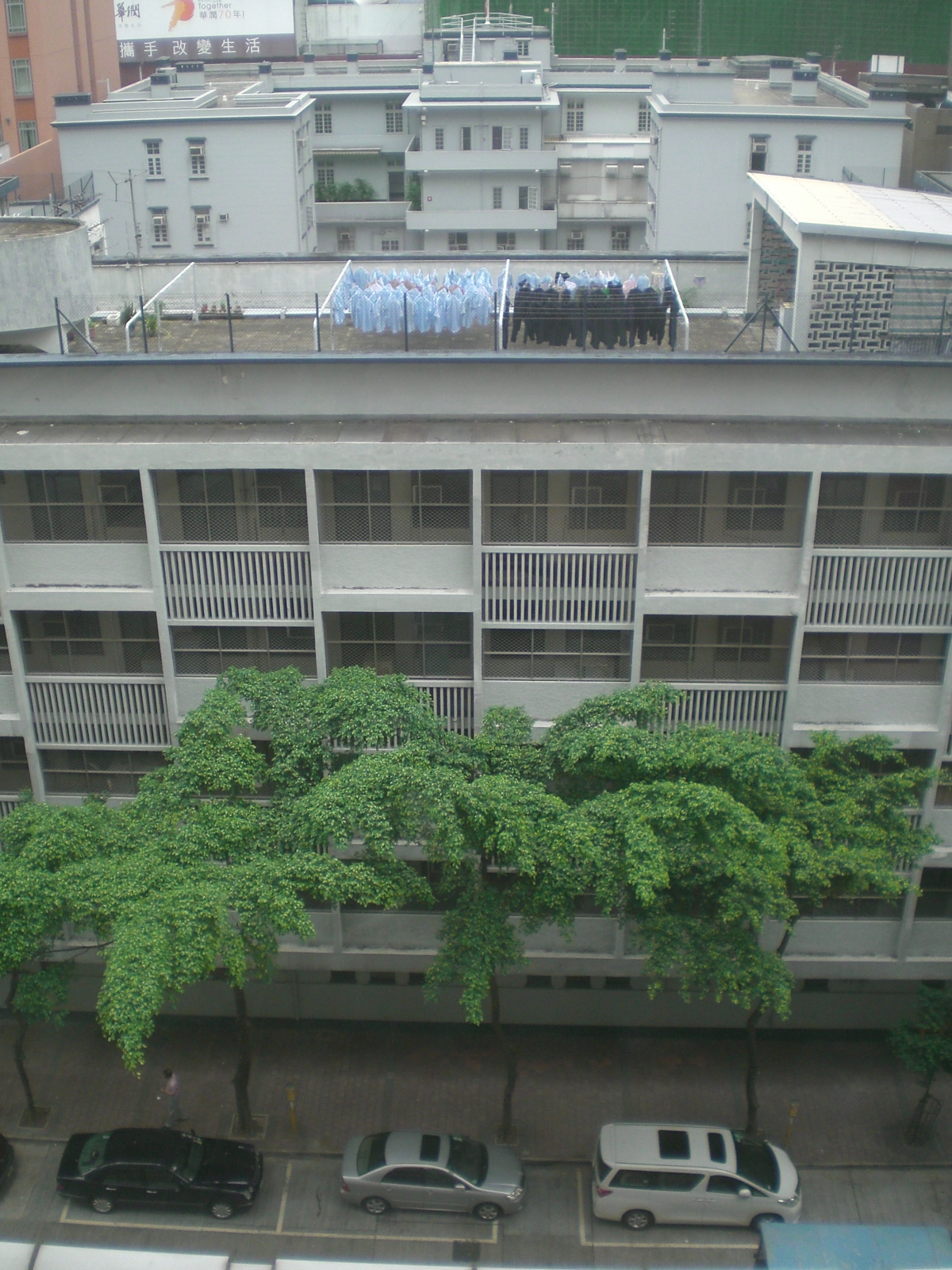
舊灣仔警署的南面是謝斐道灣仔警署停車場入口，毗鄰警察宿舍以及駱克道

第一代灣仔警署於1868年啟用，位於灣仔道與東海旁（即今莊士敦道）的交界，有二號差館之稱。1932年，灣仔剛完成海旁東填海計劃，警署被遷到告士打道現址，佔地7,500平方米，而當時警署臨近海旁，並具有警署、消防車站以及人員宿舍等的多重功能。1941年香港保衛戰進入尾聲時，該署遭到日軍嚴重炮擊，到了香港重光後需進行大規模的修葺工程，才能恢復運作。1992年，古物古蹟辦事處將灣仔警署評定為第三級歷史建築。2009年12月18日改列為香港二級歷史建築。灣仔區議會於2006年3月21日第二屆第15次會議，在會議上有區議員動議保留灣仔警署，並且獲得通過。

### 活化

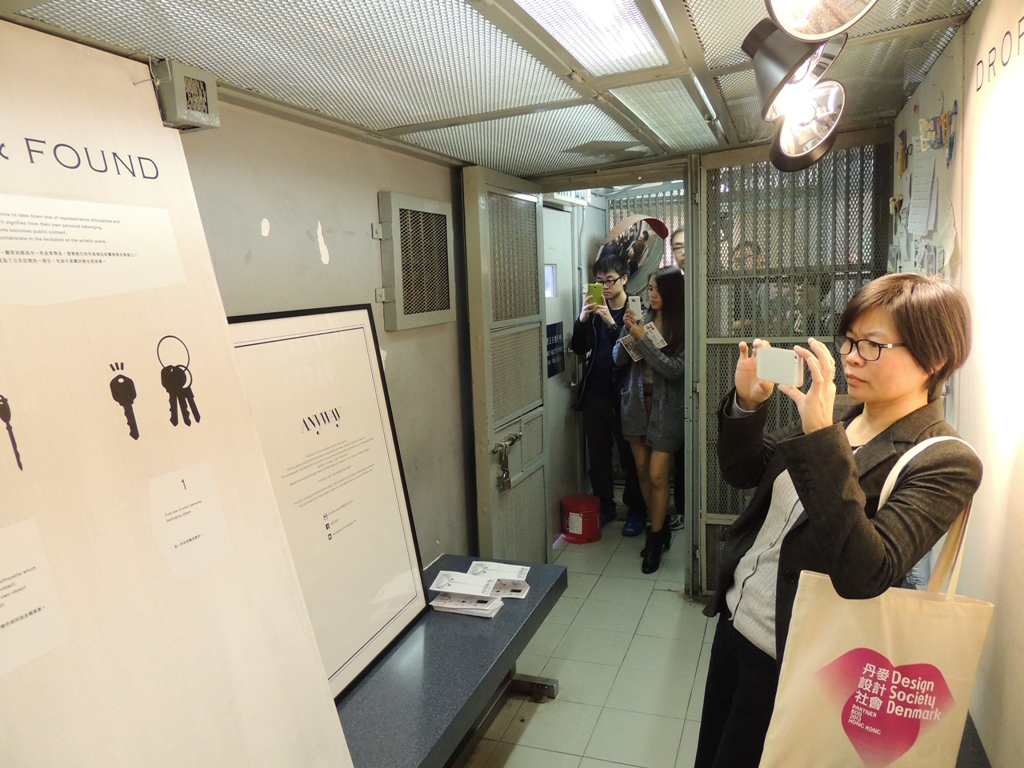
2012年12月deTour開放日及藝術展覽

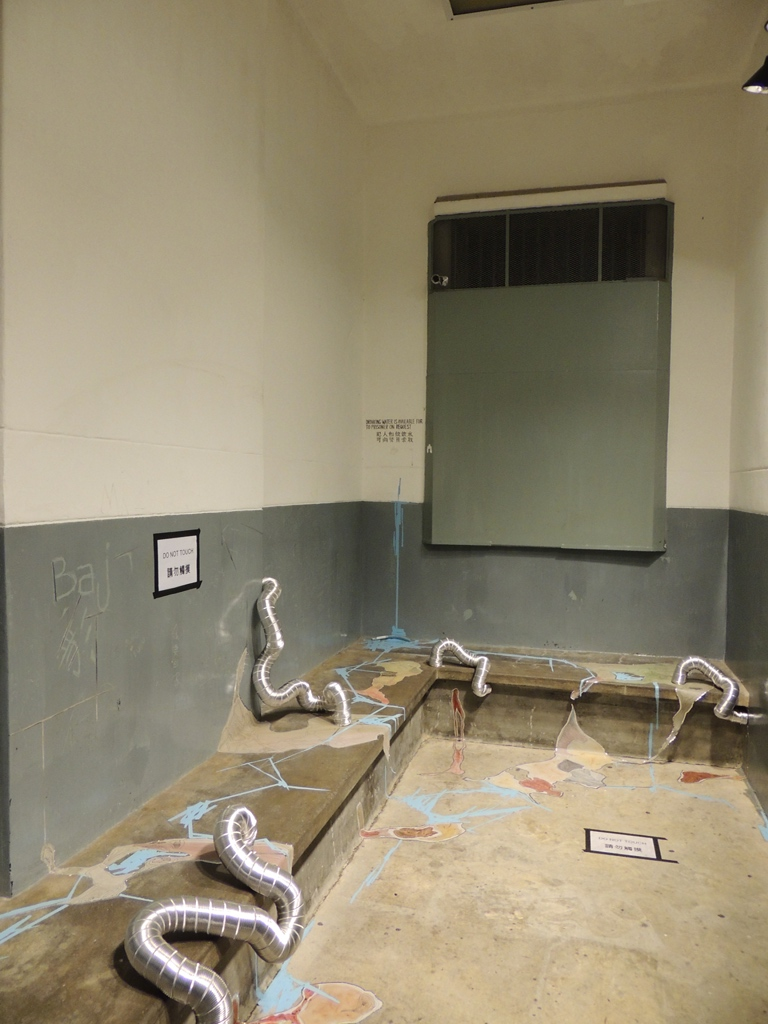
拘留室

1999年，民政事務局曾表示政府不會拆卸警署，有意將其改建為特色餐廳，毗鄰的已婚警察宿舍則會用作商業用途。2000年，保安局表示會在未來將灣仔警署交回政府。2007年，警務處表示計劃於2010年遷出。2010年10月11日，搬遷行動開始進行，近700名人員全數將分批進駐於毗鄰的香港警察總部新灣仔警署，其中報案室於2010年11月19日上午7時遷往香港警察總部，隨著灣仔警區的警民關係組於2010年11月22日搬遷至香港警察總部警政大樓低座，整個搬遷程序正式完成。警署一度打算活化成為特色酒店，惟因涉及的分區計畫大綱圖遭四宗司法覆核挑戰，到2015年初從賣地計畫中抽起。及後，警方表示由於行動需要，建築物改為網絡安全及科技罪案調查科，活化計劃未有下文。
2018年2月5日，一輛中型貨車在舊灣仔警署後門停車場左轉謝斐道時，右邊車身撞及鐵閘，鐵閘連同4米高、10米寬的磚製圍牆應聲倒塌，無人受傷。

### 改建為國際調解院總部
2024年1月，國際調解院議決在香港設立總部，律政司選址舊灣仔警署。建議經古物古蹟辦事處審視後，並獲古物諮詢委員會通過。香港政府將斥資4.67億港元作改建，預料2025年年中完成。

## 建築
舊灣仔警署富有特色，樓高四層，建築設計以流線形為主內有傳統的火爐、樓梯及門窗等的1930年代的建築特色，屬於新古典建築。

## 圖片

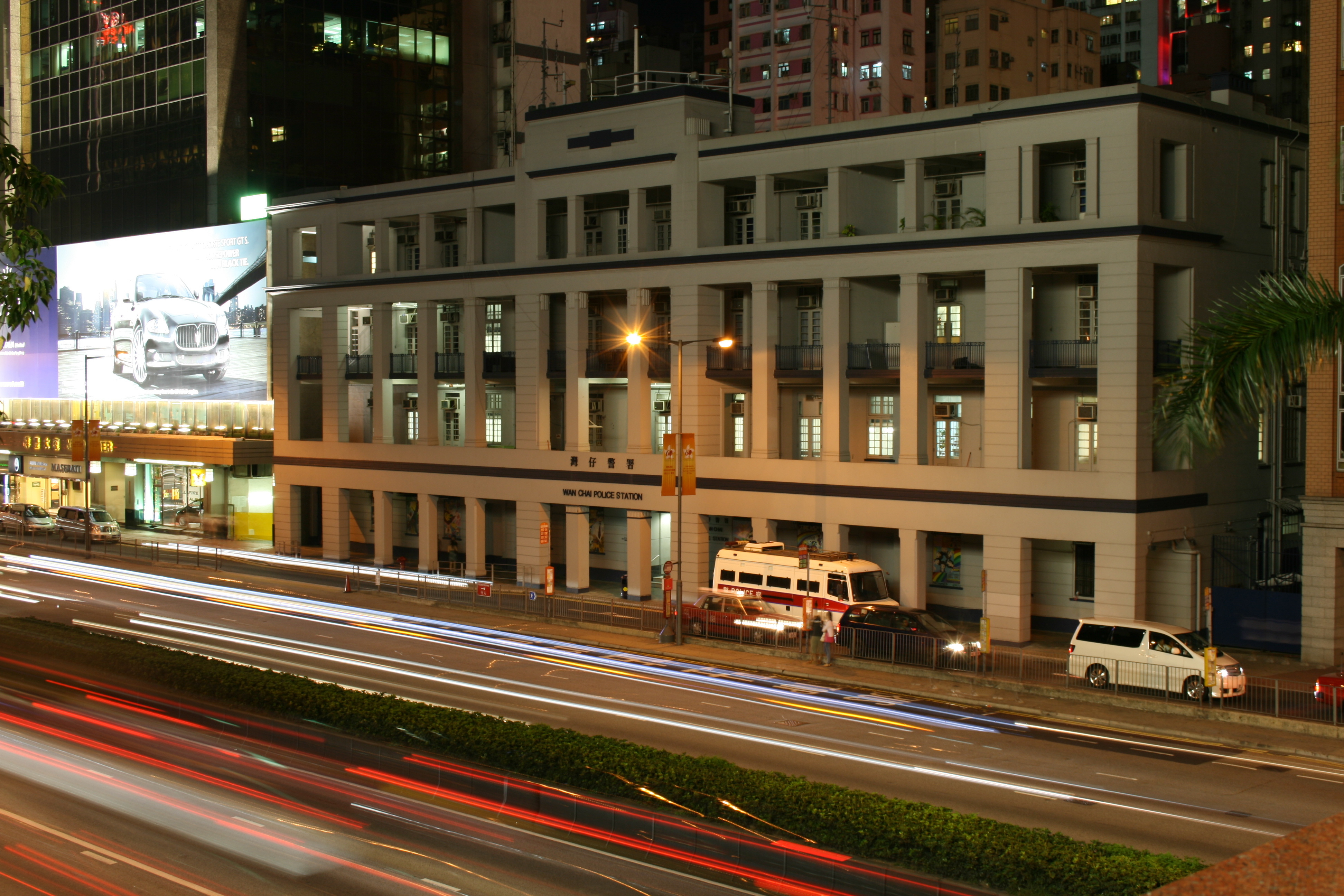
舊灣仔警署夜貌
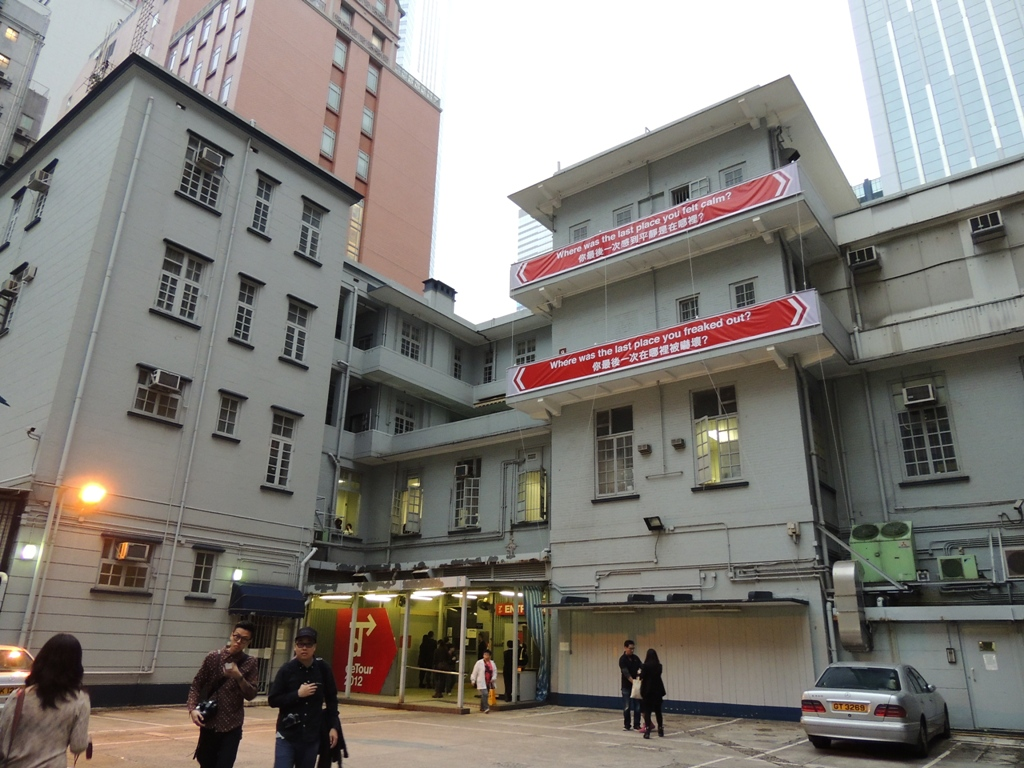
南面的停車場
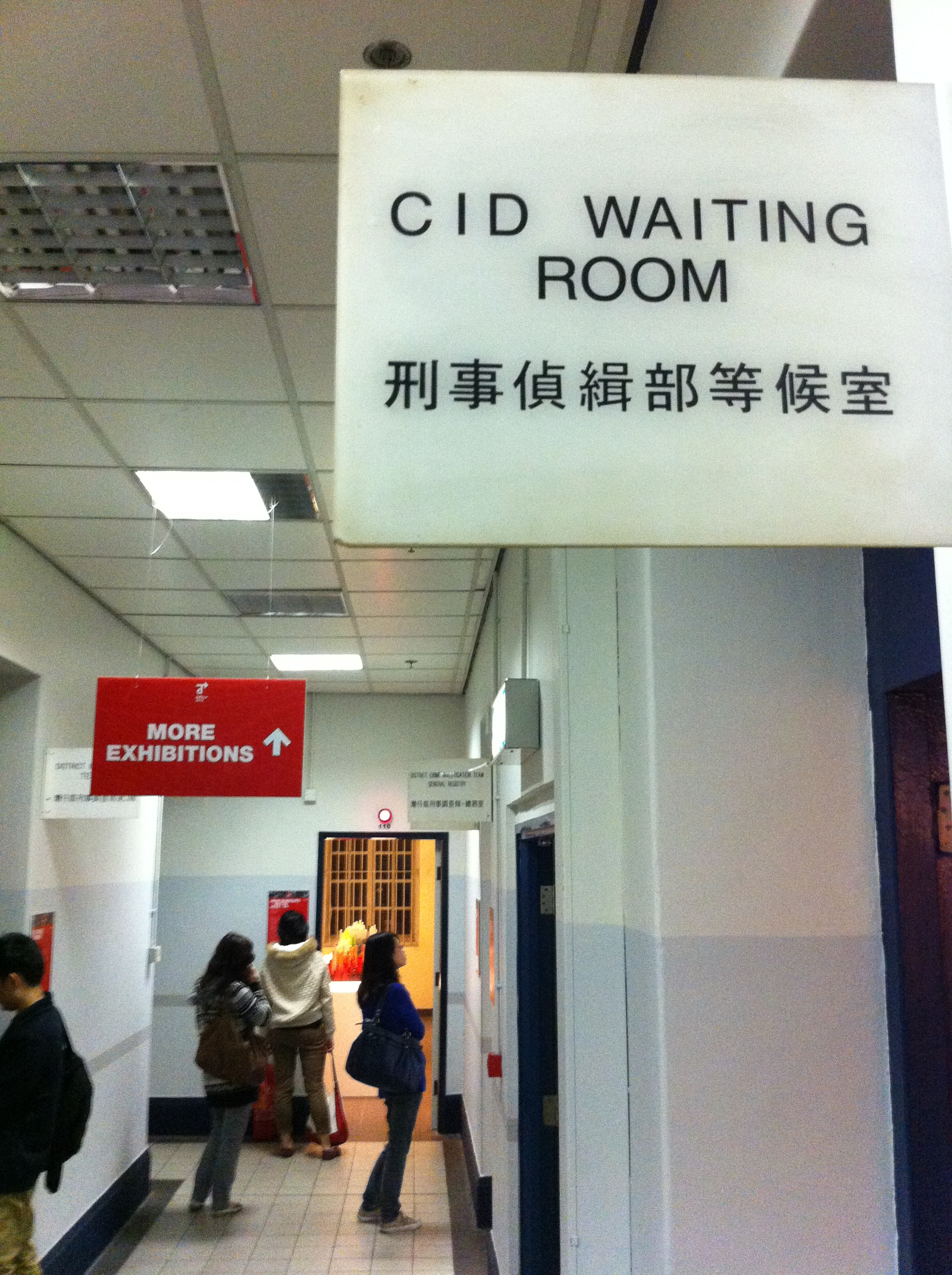
通道
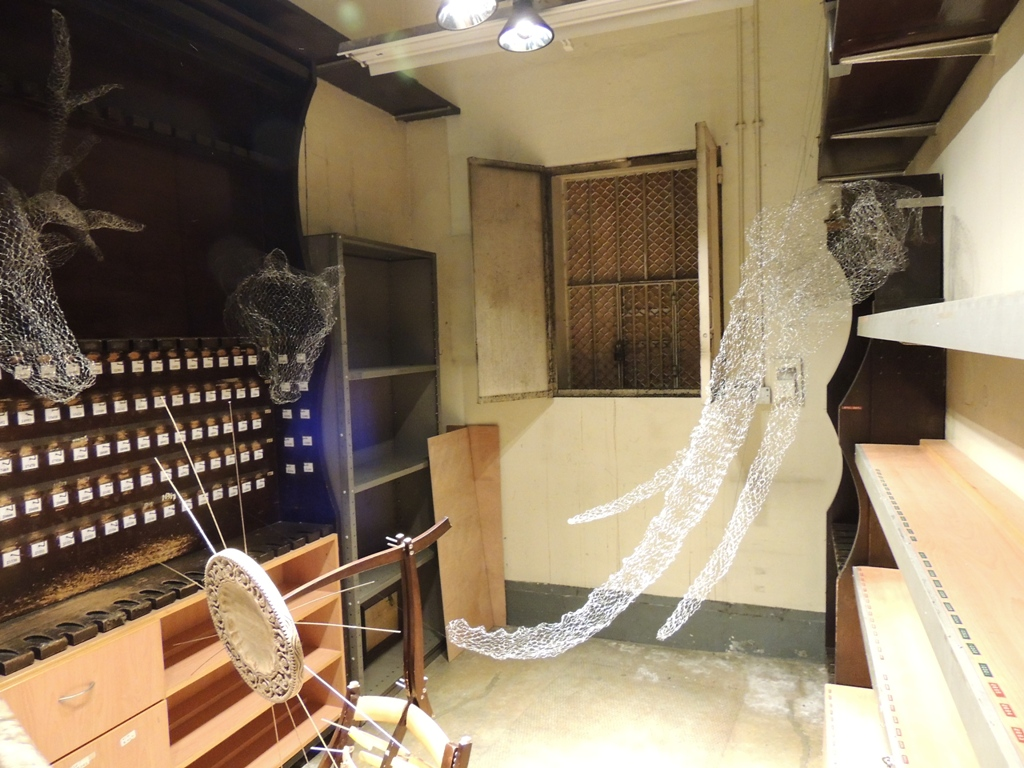
倉庫
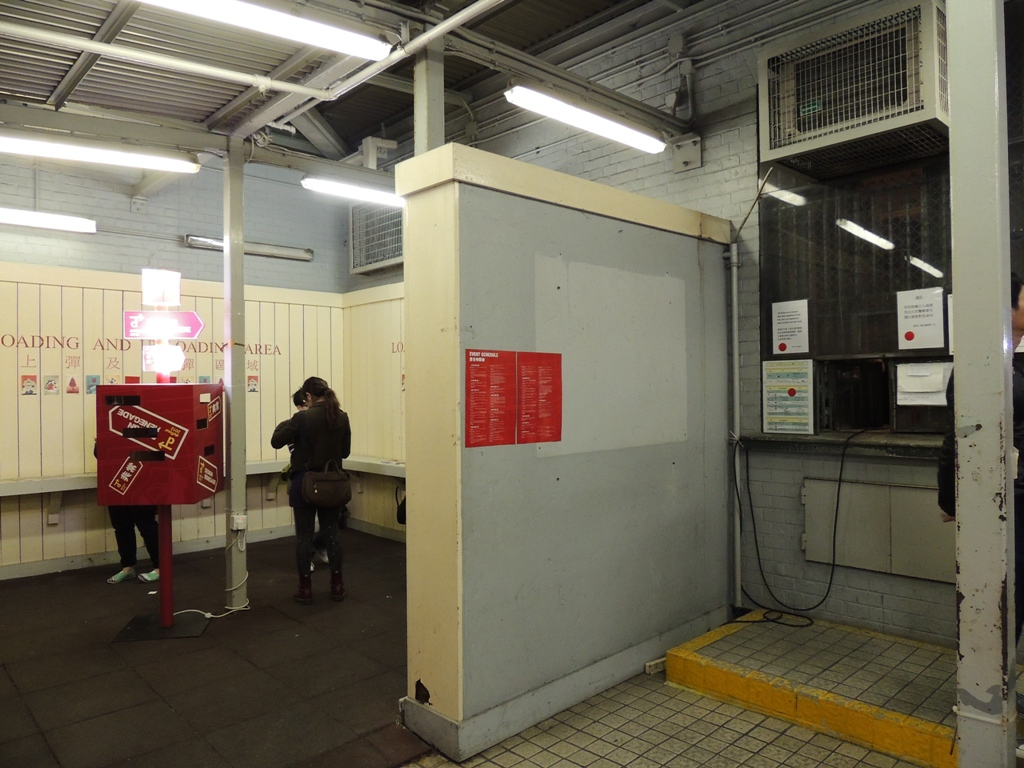
上彈及退彈區

## 開放日
警方表示基於保安和行動理由，一直甚少開放對外予團體或機構使用舊灣仔警署。最近一次為2014年一連三個周末舉辦警隊成立170周年展覽，以及2012年12月的deTour展覽。灣仔區議員鄭其建認為，舊灣仔警署不被警方重用，感到可惜和浪費。

## 鄰近建築
- 香港會議展覽中心
- 中環廣場
- 入境事務大樓
- 耶穌基督後期聖徒教會灣仔教會

## 軼事
灣仔警署拘留所的四號室，常被疑犯向警員呼救被鬼魂呼召作吊頸自殺，惟裝修過後，已未有所聞。

## 外部連結
- 財務委員會工務小組委員會討論文件 PDF
- 灣仔警署去留待決 未列法定古蹟 2010年須交回政府 （页面存档备份，存于），《明報》，2007年8月19日
- 古蹟處處 灣仔警署命運懸而未決，蘋果日報
- 灣仔警署的未來，香港獨立媒體

22°16′45″N 114°10′31″E / 22.27917°N 114.17528°E